# Ernst Gottlob Köstlin
Ernst Gottlob Köstlin (* 30. Mai 1780 in Esslingen am Neckar; † 25. Februar 1824 in Hamburg) war ein deutscher evangelischer Theologe und Professor am Johanneum in Hamburg.

## Leben und Wirken
Ernst Gottlob Köstlin war der Sohn von Friedrich Köstlin (1749–1818), Stadtpfarrer in Esslingen, und Magdalena Dorothea Caspart (1750–1803). Er besuchte zunächst die Lateinschule in Esslingen (das heutige Georgii-Gymnasium) und von 1795 bis 1797 als „Hospes“ (Gastschüler)  das Evangelische Seminar in Blaubeuren. Zum Wintersemester 1797/98 bezog er die Universität Tübingen. Neben Philosophie (1811 Promotion zum Dr. phil.) und Theologie studierte Köstlin auch Mathematik und Naturwissenschaften, wobei sein besonderes Interesse der Mineralogie galt. Nach dem Magisterabschluss ging er im Juni 1802 als Hofmeister (Hauslehrer) zu seinem Großcousin, Baron Immanuel von Rieger (1750–1832), nach Wien, reiste 1805 nach London und kam Ende 1806 über Amsterdam nach Hamburg. Hier wurde Köstlin im Juni 1807 auf Empfehlung des aufgeklärten Pädagogen Johann Gottfried Gurlitt als unständiger Lehrer am Johanneum eingestellt. Er unterrichtete alte Sprachen, deutsche Literatur, Geschichte und Naturwissenschaften.
Im Jahre 1811 eröffnete Köstlin in Hamburg ein Lehrinstitut für Knaben, das er aber schon zwei Jahre später infolge der Beeinträchtigungen durch die französischen Besatzung der Hansestadt wieder schließen musste. Er kehrte an das Johanneum zurück, wo er 1815 eine feste Anstellung und 1819 den Professorentitel erhielt.
Ernst Gottlob Köstlin war Schriftsteller und Dichter (Pseudonym K. G. Ernst) und Übersetzer lateinischer Werke. Köstlins metrische Übersetzung der Elegien des Humanisten Petrus Lotichius Secundus wurden 1826 posthum von seinem Schwager Friedrich Bluhme, Professor der Rechtswissenschaft an der Universität Halle, herausgegeben.
Köstlin war auch ein begeisterter Mineraliensammler, eine Leidenschaft, die er mit dem von ihm verehrten Johann Wolfgang von Goethe teilte. So übermittelte er ihm 1819 neben seiner metrischen Übersetzung der Satire der Sulpicia auch seltene Mineralien. Im selben Jahr wurde er Mitglied der „Societät für die gesamte Mineralogie zu Jena“. Seine bedeutende Mineraliensammlung wurde zwei Jahre nach seinem Tod am 6. November 1826 durch den Makler Georg Ernst Harzen versteigert. Der gedruckte Katalog umfasste 1630 Nummern.
Er war verheiratet mit Doris Köstlin geb. Grabau (1786–1852), mit der er sieben Kinder hatte.

## Werke
- Hamburg unter französischer Herrschaft. In: Heinrich Luden (Hrsg.): Nemesis, Zeitschrift für Politik und Geschichte. Bd. 3, Weimar 1814, S. 45–69, 205–239; Bd. 4, Weimar 1815, S. 177–213, 365–417.
- K. G. Ernst: Gedichte. In: Georg Lotz (Hrsg.): Originalien aus dem Gebiete der Wahrheit und Laune, Kunst und Phantasie. Bd. 1, Hamburg 1817,[2] Sp. 153–155, 185, 201–203, 245, 287, 289–290, 413.
- K. G. Ernst: Ueber das Schöne und Erhabene. In: Georg Lotz (Hrsg.): Originalien aus dem Gebiete der Wahrheit und Laune, Kunst und Phantasie. Bd. 1, Hamburg 1817, Heft 5–6, Nr. 61–76.
- Wiegenlied; An Gott (Gedichte), in: Nordischer Musenalmanach für das Jahr 1819. Poetische Blumenlese, 3. Jahrgang. Hg. von Winfried, Leipzig 1818, S, 45–46, 235
- Des P.[etrus] Lotichius Secundus Elegieen, aus dem Lateinischen übersetzt von Ernst Gottlob Köstlin. Hrsg. von Friedrich Blume, Halle 1826 (Nachdruck Royal Press 1968; Mikrofiche-Ausgabe: Bibliothek der deutschen Literatur 1221)